# Över-Drevflyn
Över-Drevflyn är en sjö i Strömsunds kommun i Jämtland och ingår i Ångermanälvens huvudavrinningsområde. Sjön har en area på 0,304 kvadratkilometer och ligger 266,1 meter över havet.

## Delavrinningsområde
Över-Drevflyn ingår i det delavrinningsområde (706916-150222) som SMHI kallar för Inloppet i Över-Drevflyn. Medelhöjden är 278 meter över havet och ytan är 6,37 kvadratkilometer. Det finns inga avrinningsområden uppströms utan avrinningsområdet är högsta punkten. Vängelälven som avvattnar avrinningsområdet har biflödesordning 3, vilket innebär att vattnet flödar genom totalt 3 vattendrag innan det når havet efter 158 kilometer. Avrinningsområdet består mestadels av skog (62 procent). Avrinningsområdet har 0,28 kvadratkilometer vattenytor vilket ger det en sjöprocent på 4,4 procent.